# Neu-Grambow
Neu-Grambow ist ein Ortsteil der Gemeinde Grambow des Amtes Löcknitz-Penkun im Landkreis Vorpommern-Greifswald in Mecklenburg-Vorpommern.

## Geographie
Der Ort liegt zwei Kilometer nordöstlich von Grambow. Die Nachbarorte sind Marienhof und Linken im Norden, Lubieszyn und Dołuje im Nordosten, Kościno im Osten, Bobolin im Südosten, Schwennenz im Süden, Grambow im Südwesten sowie Gellin und Grenzdorf im Nordwesten.